# Eichberg (Gemeinde Großdietmanns)
Eichberg (früher auch Aichberg) ist eine Ortschaft und eine Katastralgemeinde der Marktgemeinde Großdietmanns im Bezirk Gmünd in Niederösterreich. Die Ortschaft hat 289 Einwohner (Stand 1. Jänner 2024).

## Geografie
Das südlich der Lainsitz liegende Dorf ist von der Gmünder Straße über die Landesstraße L8278 erreichbar. Zur Ortschaft zählen auch die Heumühle und die Siedlung Schöberleiten.
Am 1. April 2020 umfasste die Ortschaft 134 Adressen.

## Siedlungsentwicklung
Zum Jahreswechsel 1979/1980 befanden sich in der Katastralgemeinde Eichberg insgesamt 93 Bauflächen mit 40.951 m² und 41 Gärten auf 34.627 m², 1989/1990 waren es 95 Bauflächen. 1999/2000 war die Zahl der Bauflächen auf 302 angewachsen und 2009/2010 waren es 210 Gebäude auf 426 Bauflächen.

## Geschichte
Im Jahr 1380 belehnte Herzog Albrecht III. Hans und Andre von Liechtenstein mit der Hälfte des Waldes beim Eichberg (588 m ü. A.), nach dem die Siedlung ihren Namen erhielt. 1573 befand sich im Ort ein Brauhaus und ein Wirtshaus und die Heumühle wurde 1694 urkundlich erwähnt.
Im Jahr 1822 wurde der Ort als Dorf mit 36 Häusern bezeichnet, das nach Unserfrau eingepfarrt war und wohin auch die Kinder eingeschult wurden. Die Herrschaft Gmünd besaß die Ortsobrigkeit, übte die Landgerichtsbarkeit aus, besorgte die Konskription und hatte die Grundherrschaft inne. 1850 konstituiert sich Eichberg zu einer eigenen Gemeinde. Laut Adressbuch von Österreich waren im Jahr 1938 in der Ortsgemeinde Eichberg zwei Gastwirte, zwei Gemischtwarenhändler, ein Maler, ein Schmied, ein Schneider, ein Schuster, zwei Wagner und einige Landwirte ansässig. Zudem gab es zwei Mühlen, die beide je eine Säge und ein Elektrizitätswerk betrieben.
Zum 1. Jänner 1967 wurde mit der NÖ. Kommunalstrukturverbesserung die Gemeinden Eichberg, Dietmanns, Hörmanns bei Weitra und Wielands zur Gemeinde Großdietmanns fusioniert.

## Landwirtschaft
Die Katastralgemeinde ist landwirtschaftlich geprägt. 400 Hektar wurden zum Jahreswechsel 1979/1980 landwirtschaftlich genutzt und 127 Hektar waren forstwirtschaftlich geführte Waldflächen. 1999/2000 wurde auf 385 Hektar Landwirtschaft betrieben und 136 Hektar waren als forstwirtschaftlich genutzte Flächen ausgewiesen. Ende 2018 waren 370 Hektar als landwirtschaftliche Flächen genutzt und Forstwirtschaft wurde auf 140 Hektar betrieben. Die durchschnittliche Bodenklimazahl von Eichberg beträgt 31,9 (Stand 2010).

## Verkehr
In Eichberg befindet sich eine Station der Waldviertler Schmalspurbahnen.

## Mineralogie
Die gleichnamige Erhebung Eichberg nördlich von Unterlembach () ist der bisher einzige österreichische Fundort des seltenen Minerals Natrodufrénit, von dem weltweit nur rund 60 Vorkommen dokumentiert sind (Stand 2024). Insgesamt wurden mit Anatas, Meta-Autunit, Metauranocircit, Quarz, Uraninit und Uranocircit sieben anerkannte Mineralarten am Eichberg entdeckt.

## Persönlichkeiten
- Sepp Hobiger (1920–1975), Landwirt, Mundartdichter, Politiker und Abgeordneter zum Landtag von Niederösterreich